# Альфред Бунтру
Альфред Бунтру (нім. Alfred Buntru; 15 січня 1887, Шлагетен — 23 січня 1974, Аахен) — німецький вчений-гідротехнік, інженер-будівельник. Оберфюрер СС (посвідчення № 313 909), працівник СД.

## Біографія
Судетський німець. Закінчив вище технічне училище, спеціаліст з будівництва гідротехнічних споруд. З 1928 року — викладач. З 1935 року — ректор Німецького вищого технічного училища Праги. В 1936 році виїхав у Німеччину, викладав у Вищому технічному училищі Аахена, був обраний ректором. В 1940-44 роках — ректор Вищого технічного училища Праги, одночасно в 1942-43 роках — виконувач обов'язків ректора Карлового університету. З 1944 року — заступник Імперського керівника викладачів вищих навчальних закладів. З 1949 року — викладач Вищого технічного училища Аахена.

## Нагороди
- Почесний хрест ветерана війни з мечами
- Хрест Воєнних заслуг 2-го і 1-го (1945) класу